# Pokrovski (Abinsk, Krasnodar)
Pokrovski (del ruso: Покровский) es un jútor del raión de Abinsk del krai de Krasnodar en el sur de Rusia. Está situado en orilla izquierda del río Kubán, 34 km al nordeste de Abinsk y 48 km al oeste de Krasnodar, la capital del krai. Tenía 74 habitantes en 2010.
Pertenece al municipio Fiódorovskoye.